# Perché sei beat, perché sei pop/My Sun Is Shining
Perché sei beat, perché sei pop/My Sun Is Shining è il quarto singolo del gruppo statunitense Wess & The Airedales, pubblicato dalla Durium nel 1968.

## I brani

### Perché sei beat, perché sei pop
Perché sei beat, perché sei pop, presente sul lato A del singolo, è il brano scritto da Monica Vitti e composto da Franco Cassano. È la sigla della trasmissione radiofonica Monica, o come tu mi vuoi. 

### My Sun Is Shining
My Sun Is Shining, presente sul lato B del singolo, è il brano scritto e composto dal trio Fowlkes-Johnson-King.

## Tracce
1. Perché sei beat, perché sei pop – 2:45 (testo: Monica Vitti – musica: Franco Cassano)
2. My Sun Is Shining – 1:58 (Douglas Fowlkes, Wesley Johnson, Jessie King)